# Martin Conley
Martin Steven Conley (født 18. december 1994) er en dansk-amerikansk fodboldspiller, der spiller for FA 2000.

## Karriere

### Middelfart Fodbold
Den 29. november 2017 blev det offentliggjort, at Middelfart Fodbold forlængede med Martin Conley. Den 31. juli 2019 forlængede Middelfart med Martin igen.

### B.93
Den 15. juli 2022 skiftede Viktor Anker og Martin Conley til B.93.

### Boldklubben Frem
Den 3. juli 2023 skiftede Martin Conley til Boldklubben Frem. Den 26. august 2023 debuterede Martin for Frem mod Vejgaard Boldspilklub, og kampen endte med en 3-0 sejr til Frem. Martin var i startopstilling i sin debutkamp for Frem, men blev udskiftet med Zamir Aliji i det 64. minut.

### FA 2000
Den 25. juli 2024 skiftede Martin Conley til FA 2000 på en fri transfer.